# Annapolis River
Der Annapolis River ist ein Fluss in der kanadischen Provinz Nova Scotia.

## Flusslauf
Der Annapolis River entspringt am nordöstlichen Ende des Annapolis Valley in der Nähe von Aylesford. Von dort fließt er in überwiegend westlicher Richtung an den Orten Wilmot, Middleton, Lawrencetown und Bridgetown vorbei nach Annapolis Royal. Der Nova Scotia Highway 1 folgt dem Flusslauf. Ein kurzes Stück weiter westlich mündet der Annapolis River in das Annapolis Basin, eine Seitenbucht der Bay of Fundy. Der Annapolis River hat eine Länge von ca. 85 km. Sein Einzugsgebiet umfasst ungefähr 2000 km².

## Wasserkraftanlagen
Bei Annapolis Royal befindet sich das Gezeitenkraftwerk Annapolis am Annapolis River. Es ging 1984 in Betrieb und hat eine Leistung von 20 MW. Das Kraftwerk nutzt den Tidenhub im Ästuar-Trichter des Flusses.